# Mi piaci
Mi piaci è un singolo del cantautore italiano Alex Britti, altro inedito (insieme ad Oggi sono io) inserito nella ristampa di It.Pop, pubblicata in occasione della partecipazione del cantautore romano al festival di Sanremo 1999. Il singolo ottiene un discreto successo nel corso dell'estate del 1999.

## Video musicale
Il video musicale è stato diretto dai Manetti Bros. (che avevano lavorato con Britti già in Solo una volta (o tutta la vita) e Gelido) per la Panorama Films. Il video segue fedelmente il testo della canzone, e comincia con l'incontro sul treno dei due corpulenti protagonisti (l'uomo è interpretato da Luciano Gubinelli). I due si innamorano, e vengono mostrati in vari luoghi insieme, dove però finisce sempre con lei che pianta in asso lui e se ne va insofferente. Alla fine del video lei si sposa con un altro uomo (interpretato da Carlo Verdone), e lui tenta di riconquistarla facendole una serenata alla finestra, insieme ad Alex Britti. Il video si conclude con la riconciliazione dei due fidanzati.
Nel video, nella scena del matrimonio, la mamma di Carlo Verdone è interpretata dalla nonna di Alex.
Durante la realizzazione di questo video i Manetti Bros. conoscono Carlo Verdone, produttore nel 2000 del loro primo film per il cinema Zora la vampira.

## Tracce
CD single
1. Mi piaci
2. Come chiedi scusa
3. Dobro

## Classifiche
| Classifica (1999) | Posizione massima |
| ----------------- | ----------------- |
| Italia            | 10                |

### Classifiche di fine anno
| Classifica (1999) | Posizione |
| ----------------- | --------- |
| Italia            | 58        |